# Ieoh Ming Pei
Ieoh Ming Pei (tiếng Trung Quốc: 貝聿銘; bính âm: Bèi Yùmíng, Hán – Việt: Bối Duật Minh; sinh 26 tháng 4 năm 1917 – 15 tháng 5 năm 2019) là một kiến trúc sư nổi tiếng của Kiến trúc hiện đại. Công trình của ông có hình khối trừu tượng, sử dụng đá, bê tông, kính, thép. Pei là một trong những kiến trúc sư thành công nhất của thế kỉ 20.
Ông đã được tặng giải thưởng Pritzker năm 1983.

## Tiểu sử
Ieoh Ming Pei sinh ngày 26 tháng 4 tháng 1917 tại Quảng Châu, nhưng quê gốc ở Tô Châu, Giang Tô, Trung Quốc. Năm 18 tuổi gia đình ông di cư đến Hoa Kỳ.
Ông lớn lên tại Thượng Hải, sau đó là trường trung học St. Paul tại Hồng Kông trước khi cùng gia đình di cư đến Mỹ. Ông bắt đầu theo học kiến trúc tại Đại học Pennsylvania, sau đó lấy bằng thạc sĩ kiến trúc tại Học viện kĩ thuật Massachusetts (MIT) năm 1940. Cùng năm đó, ông nhận được giải thưởng Alpha Rho Chi, Giải thưởng hữu nghị của MIT, và Huy chương vàng AIA. Hai năm sau, Pei theo học tại trường thiết kế, Đại học Harvard. Một thời gian ngắn sau đó, ông chuyển sang làm việc tại Ủy ban nghiên cứu phòng vệ quốc gia (National Defense Research Committee) ở Princeton, New Jersey
Năm 1944, Pei quay lại Harvard lấy bằng thạc sĩ kiến trúc thứ 2 tại đây vào năm 1946. Kế đó ông làm trợ lý giáo sư tại Harvard. Ông nhận học bổng du lịch hữu nghị Wheelwright năm 1951 và nhập tịch vào công dân Mỹ năm 1954. Văn phòng Thiết kế I. M. Pei và cộng sự được Pei thành lập năm 1955, đến năm 1989 đổi tên thành Pei, Cobb, Freed và Cộng sự.
Pei có hai con trai là Chien Chung (Didi) Pei, và Li Chung (Sandi) Pei. Cả hai đều theo học tại Đại học Harvard và cộng tác với Pei trong các đồ án nổi tiếng như bảo tàng Louvre và tháp Ngân hàng Trung Quốc tại Hồng Kông. Hiện nay 2 người con ông đứng đầu mở hãng thiết kế Pei và cộng sự, I. M. Pei tham dự với tư cách là cố vấn sau khi ông nghỉ hưu, rút ra khỏi I. M. Pei và cộng sự năm 1989.

## Công trình tiêu biểu
- 1954–1959 – Trung tâm Mile High, Denver, Colorado, Mỹ
- 1961–1967 – Trung tâm Nghiên cứu Khí tượng Quốc gia, Boulder, Colorado, Mỹ
- 1961 – Quảng trường Kips Bay, New York, New York, Mỹ
  - Quảng trường Kips Bay
- 1961 – Quy hoạch trung tâm chính phủ, Boston, Massachusetts, Mỹ
- 1962 – Trung tâm Ville-Marie, Montreal, Quebec, Canada
- 1962 – Nhà hát Kennedy, Đại học Hawaii, Mỹ
  - Trang web chính thức Lưu trữ ngày 20 tháng 6 năm 2001 tại Wayback Machine
- 1962 – Ký túc xá sinh viên Hale Manoa, Trung tâm Đông Tây, Đại học Hawaii, Mỹ
- 1963 – Nhà tưởng niệm Luce, Đại học Đông Hải, Đài Trung, Đài Loan
- 1964 – Nhà Green, Học viện kĩ thuật Massachusetts
- 1964 – Nhà học mới của trường giao tiếp cộng đồng S.I, Đại học Syracuse - Syracuse, New York
- 1966–1968 – Gian điêu khắc của Trung tâm nghệ thuật Des Moines, Des Moines, Iowa
  - Trang web chính thức của trung tâm Des Moines Lưu trữ ngày 16 tháng 8 năm 2006 tại Wayback Machine
- 1966 – Tháp Silver, Đại học New York
- 1967 – Giảng đường Hoffman tại Đại học Nam California
- 1968–1972 – 50 tháp kiểm soát không lưu cho Kiểm soát không lưu liên bang tại nhiều địa điểm trên đất Mỹ
- 1968–1974 – Trung tâm khoa học thiên chúa, Boston, Massachusetts
- 1968 – Bảo tàng nghệ thuật Everson, ở Syracuse, New York
- 1969 – Thư viện Cleo Rogers, ở Columbus, Indiana
- 1969 – Học viện trung tâm, Đại học Tiểu bang New York ở Fredonia, Fredonia, New York
- 1970 – Nhà ga hàng không quốc gia sân bay JFK, New York, New York
- 1971 – Tháp Harbor
- 1972 – Tòa thị chính Dallas, Texas
- 1972 – Trung tâm nghệ thuật Paul Mellon, tại Choate Rosemary Hall, Wallingford, Connecticut
- 1972 – Khu ở Pei, New College of Florida
- 1973 – Tòa án thương mại, Toronto, Ontario, Canada
- 1973 – Giảng đường Spelman, Đại học Princeton
- 1973 – Bảo tàng nghệ thuật Herbert F. Johnson, Đại học Cornell, Ithaca, New York
- 1974–1978 – Tòa nhà phía đông, Phòng trưng bày nghệ thuật quốc gia, Washington, DC
  - Official East Trang web về đồ án Lưu trữ ngày 20 tháng 7 năm 2006 tại Wayback Machine
- 1975 – Trung tâm OCBC, Singapore.
- 1976 – Toà nhà John Hancock, ở Boston, Massachusetts - Pei nhường bản quyền thiết kế cho Henry Cobb tại
- 1976 – Đại học Rochester
- 1978–1982 – Viện bảo tàng nghệ thuật Indiana, Bloomington, Indiana
- 1979 – Thư viện John Fitzgerald Kennedy, Boston, Massachusetts
- 1979 – Trung tâm thương mại thế giới Baltimore, Baltimore, Maryland
- 1979–1986 – Trung tâm hội nghị Javits, ở New York, New York
- 1980–1985 – Tổ hợp Raffles City, Singapore.
- 1981 – Tháp thương mại Texas ở Houston, Texas, hiện giờ mang tên tháo J.P. Morgan Chase; (với sự cộng tác của 3D/International)
- 1982 – Số 16 đường Mall, Denver, Colorado.
- 1982–1990 – Ngân hàng Trung Quốc, Hồng Kông
  - Trang web về đồ án Ngân hàng Trung Quốc tại Hồng Kông Lưu trữ ngày 20 tháng 8 năm 2006 tại Wayback Machine
- 1982 – Căn hộ cho Steve Jobs
- 1983 – Energy Plaza, Dallas, Texas
- 1985 – Tòa nhà Wiesner, Học viện Kỹ thuật Massachusetts, Cambridge, Massachusetts
- 1986 – Fountain Place, Dallas, Texas
- 1987 – Tháp ngân hàng Mỹ, Miami, Florida
- 1989 – Trung tâm giao hưởng Morton H. Meyerson, Dallas, Texas
- 1989 – Carl Icahn Trung tâm khoa học tại Choate Rosemary Hall, Wallingford, Connecticut
- 1989 – Trụ sở của hãng Creative Artists, Los Angeles, California
- 1989 – Mở rộng và cải tạo bảo tàng Louvre, Paris, Pháp
  - Trang web về kim tự tháp bảo tàng Louvre. (Xem thêm Kim tự tháp kính Louvre.)
- 1991 – Bảo tàng Miho, Shiga, Nhật
  - Trang web chính thức Lưu trữ ngày 13 tháng 8 năm 2006 tại Wayback Machine
    - Trang thông tin chính thức về kiến trúc Lưu trữ ngày 16 tháng 7 năm 2006 tại Wayback Machine
- 1992 – Phòng mạch Kirklin của hệ thống chăm sóc sức khỏe Đại học Alabama ở Birmingham, Birmingham, Alabama
- 1995 – Bảo tàng Rock and Roll, Cleveland, Ohio
- 2001 – Trung tâm hữu nghị cho kỹ sư, Đại học Princeton.
- 2003 – Phần mở rộng của Bảo tàng lịch sử Đức (Deutsches Historisches Museum) Berlin, Đức.
- 2005 – Trung tâm trình diễn nghệ thuật Ferguson tại Đại học Christopher Newport, Newport News, Virginia.